# Super Bowl XVIII
Super Bowl XVIII was de 18e editie van de Super Bowl, de American Football-finale tussen de kampioenen van de National Football Conference en de American Football Conference van 1983. De Super Bowl werd op 22 januari 1984 gehouden in het Tampa Stadium in Tampa, Florida. De Los Angeles Raiders wonnen de wedstrijd met 38–9 tegen de Washington Redskins en werden zo de kampioen van de National Football League.

## Play-offs
Play-offs gespeeld na het reguliere seizoen.
| Geplaatste teams | Geplaatste teams                       | Geplaatste teams                       | Geplaatste teams                   | Geplaatste teams                   |
| Plaats           | AFC                                    | AFC                                    | NFC                                | NFC                                |
| ---------------- | -------------------------------------- | -------------------------------------- | ---------------------------------- | ---------------------------------- |
| 1                | Los Angeles Raiders (West-winnaar)     | Los Angeles Raiders (West-winnaar)     | Washington Redskins (Oost-winnaar) | Washington Redskins (Oost-winnaar) |
| 2                | Miami Dolphins (Oost-winnaar)          | Miami Dolphins (Oost-winnaar)          | San Francisco 49ers (West-winnaar) | San Francisco 49ers (West-winnaar) |
| 3                | Pittsburgh Steelers (Centraal-winnaar) | Pittsburgh Steelers (Centraal-winnaar) | Detroit Lions (Centraal-winnaar)   | Detroit Lions (Centraal-winnaar)   |
|                  | AFC Wild Card Game                     | AFC Wild Card Game                     | NFC Wild Card Game                 | NFC Wild Card Game                 |
| 4                | Seattle Seahawks                       | 31                                     | Dallas Cowboys                     | 17                                 |
| 5                | Denver Broncos                         | 7                                      | Los Angeles Rams                   | 24                                 |

|  | Divisional Play-offs           | Divisional Play-offs      |                                |    | NFC & AFC Championships | NFC & AFC Championships |  |  | Super Bowl XVIII | Super Bowl XVIII |
|  |                                |                           |                                |    |                         |                         |  |  |                  |                  |
|  |                                |                           |                                |    |                         |                         |  |  |                  |                  |
|  | L.A. Memorial Coliseum, 1 jan. |                           |                                |    |                         |                         |  |  |                  |                  |
|  |                                |                           |                                |    |                         |                         |  |  |                  |                  |
|  | Los Angeles Raiders            | 38                        |                                |    |                         |                         |  |  |                  |                  |
|  | Los Angeles Raiders            | 38                        | L.A. Memorial Coliseum, 8 jan. |    |                         |                         |  |  |                  |                  |
|  | Pittsburgh Steelers            | 10                        |                                |    |                         |                         |  |  |                  |                  |
|  | Pittsburgh Steelers            | 10                        | Los Angeles Raiders            | 30 |                         |                         |  |  |                  |                  |
|  | Miami Orange Bowl, 31 dec.     |                           | Los Angeles Raiders            | 30 |                         |                         |  |  |                  |                  |
|  |                                | Seattle Seahawks          | 14                             |    |                         |                         |  |  |                  |                  |
|  | Miami Dolphins                 | Seattle Seahawks          | 14                             | 20 |                         |                         |  |  |                  |                  |
|  | Miami Dolphins                 |                           | Tampa Stadium, 22 jan.         | 20 |                         |                         |  |  |                  |                  |
|  | Seattle Seahawks               | 27                        |                                |    |                         |                         |  |  |                  |                  |
|  | Seattle Seahawks               | 27                        | Los Angeles Raiders            | 38 |                         |                         |  |  |                  |                  |
|  | Robert F. Kennedy, 1 jan.      |                           | Los Angeles Raiders            | 38 |                         |                         |  |  |                  |                  |
|  |                                | Washington Redskins       | 9                              |    |                         |                         |  |  |                  |                  |
|  | Washington Redskins            | Washington Redskins       | 9                              | 51 |                         |                         |  |  |                  |                  |
|  | Washington Redskins            | Robert F. Kennedy, 8 jan. |                                | 51 |                         |                         |  |  |                  |                  |
|  | Los Angeles Rams               | 7                         |                                |    |                         |                         |  |  |                  |                  |
|  | Los Angeles Rams               | 7                         | Washington Redskins            | 24 |                         |                         |  |  |                  |                  |
|  | Candlestick Park, 31 dec.      |                           | Washington Redskins            | 24 |                         |                         |  |  |                  |                  |
|  |                                | San Francisco 49ers       | 21                             |    |                         |                         |  |  |                  |                  |
|  | San Francisco 49ers            | San Francisco 49ers       | 21                             | 24 |                         |                         |  |  |                  |                  |
|  | San Francisco 49ers            |                           |                                | 24 |                         |                         |  |  |                  |                  |
|  | Detroit Lions                  | 23                        |                                |    |                         |                         |  |  |                  |                  |
|  | Detroit Lions                  | 23                        |                                |    |                         |                         |  |  |                  |                  |